# Isoleucina
L'isoleucina (simbolo Ile o I) è un α-amminoacido, la sua molecola è chirale. Contiene un α-ammino gruppo (protonato a −NH+3 in condizioni fisiologiche), un gruppo carbossilico (deprotonato a −COO- in condizioni fisiologiche) e una catena laterale alifatica, un sec-butile, classificata come apolare e non carica (a pH fisiologico). In condizioni fisiologiche si trova perciò in forma zwitterionica.
L'enantiomero L è uno dei venti amminoacidi ordinari e si riferisce allo stereoisomero acido-(2S,3S)-2-amino-3-metilpentanoico: questa è la configurazione naturale.
È un amminoacido essenziale negli umani, infatti il corpo non può sintetizzarlo e deve quindi essere assunto con la dieta. L'isoleucina è sintetizzata in altri organismi, come i batteri, a partire dal piruvato utilizzando enzimi biosintetici della leucina. Nella trascrizione genetica è codificata dai codoni AUU, AUC, AUA, a cui corrispondono rispettivamente le triplette di nucleotidi ATT, ATC, ATA nel DNA. 
La presenza di questo amminoacido nella composizione media delle proteine di organismi eucarioti varia tra il 3% e il 9%, dipendentemente dal regno tassonomico di origine.

## Metabolismo

### Biosintesi
Essendo un nutriente essenziale (non sintetizzato dal corpo umano), l'isoleucina deve essere assunta con la dieta, solitamente come componente di proteine. Nelle piante e nei microrganismi è sintetizzata in vari passaggi, partendo da acido piruvico e alpha-chetoglutarato. Gli enzimi coinvolti in questa biosintesi includono:
1. Acetolattato sintasi
2. Acido idrossiacetico isomeroreduttasi
3. Acido diidrossilico deidrasi[6]
4. Valina amminotransferasi

### Catabolismo
L'isoleucina è un amminoacido sia glucogenico sia chetogenico. Dopo la transaminazione con alpha-ketoglutarato la catena laterale alifatica può essere convertita sia in succinil-coenzima A, e inserita nel ciclo dell'acido citrico per l'ossidazione, o convertita in acido ossalacetico per la gluconeogenesi (perciò glucogenico). Può anche essere convertita in acetil-coenzima A e inserita nel ciclo dell'acido citrico per condensazione con acido ossalacetico per formare citrato. Nei mammiferi l'acetil-coenzima A non può essere riconvertito a carboidrato ma può essere usato nella sintesi di corpi chetonici o acidi grassi, perciò l'isoleucina è un amminoacido chetogenico.

### Malattie metaboliche
L'incapacità di metabolizzare l'isoleucina, insieme a altri amminoacidi, è associata con la malattia MSUD che consiste nella decolorazione delle urine del paziente e nell'odore caratteristico di queste, da cui deriva il nome della patologia. Nei casi più gravi, la malattia può portare a danni a cellule nervose e al decesso.
Altre malattie metaboliche con alterata degradazione dell'isoleucina sono:
- Acidemia metilmalonica
- Acidemia propionica
- Aciduria combinata malonica e metilmalonica (CMAMMA)

### Resistenza all'insulina
L'isoleucina, come gli altri amminoacidi a catena ramificata, è associata con la resistenza all'insulina: nel sangue di topi, ratti e umani affetti da diabete si osservano livelli più alti di isoleucina. Nei topi, una dieta giornaliera mancante di isoleucina migliora la sensibilità all'insulina, mentre una dieta settimanale di questo tipo abbassa significativamente i livelli di glucosio nel sangue. In topi affetti da obesità indotta da dieta e resistenti all'insulina, una dieta con livelli diminuiti di isoleucina e di altri amminoacidi a catena ramificata porta a una riduzione dell'adiposità e ad un miglioramento della sensibilità all'insulina.

## Fabbisogno giornaliero
Il fabbisogno giornaliero raccomandato dall'Organizzazione mondiale della sanità per questo amminoacido essenziale è 20 mg/kg di peso corporeo. Ad esempio, il valore raccomandato per un individuo di 70 kg è 1400 mg.

## Fonti nutrizionali
Sebbene questo amminoacido non sia biosintetizzato dagli animali, esso è presente in grandi quantità anche in alimenti di origine animale. Gli alimenti con più alto contenuto di isoleucina includono: uova, proteine della soia, alga marina, tacchino, pollo, agnello, formaggio e pesce.

## Stereoisomeri
L'isoleucina fa parte, assieme alla treonina, della ristretta famiglia di α-amminoacidi naturali contenenti due centri stereogenici. I possibili stereoisomeri sono quattro e posseggono rispettivamente configurazione assoluta: (2S,3S), (2R,3R), (2S,3R) e (2R,3S). Quando si parla di L-treonina ci si riferisce allo stereoisomero (2S,3R), il più rappresentato in natura.
| Nome             | L-isoleucina                                            | D-Isoleucina                                            | L-allo-Isoleucina                        | D-allo-Isoleucina                        |
| ---------------- | ------------------------------------------------------- | ------------------------------------------------------- | ---------------------------------------- | ---------------------------------------- |
| Struttura        |                                                         |                                                         |                                          |                                          |
| Nome IUPAC       | Acido (2S,3S)-2-ammino-3-metilpentanoico (S)-Isoleucina | Acido (2R,3R)-2-ammino-3-metilpentanoico (R)-Isoleucina | Acido (2S,3R)-2-ammino-3-metilpentanoico | Acido (2R,3S)-2-ammino-3-metilpentanoico |
| Numero CAS       | 73-32-5                                                 | 319-78-8                                                | 1509-34-8                                | 1509-35-9                                |
| PubChem CID NCBI | 6306                                                    | 76551                                                   | 99288                                    | 94206                                    |
| Punto di fusione | Decomposizione: 284 °C IFA-GESTIS                       |                                                         |                                          |                                          |

## Sintesi
L'isoleucina può essere sintetizzata in un processo a più stadi partendo da 2-bromobutano e dietilmalonato. L'isoleucina sintetica fu segnalata per la prima volta nel 1905 dal chimico francese Louis Bouveault.
Il chimico tedesco Felix Ehrlich scoprì l'isoleucina nella melassa della barbabietola nel 1903.